# En frukost på berget
En frukost på berget (originaltitel: Les choses simples) är en fransk komedifilm från 2023. Filmen är regisserad av Éric Besnard. Filmen hade biopremiär i Sverige den 8 september 2023.

## Handling
Filmen kretsar kring den framgångsrike och högpresterande entreprenören Vincent som ständigt jagar  nya utmaningar. När hans bil dör långt ifrån civilisationen får han hjälp av Pierre som är Vincents raka motsats.

## Rollista (i urval)
- Lambert Wilson – Vincent
- Grégory Gadebois – Pierre
- Marie Gillain – Camille
- Betty Pierucci Berthoud – Zoé
- Magali Bonnat – Stella
- Antoine Gouy – Monceau
- Amandine Longeac
- Deborah Lamy
- Pasquale d'Inca
- Pascal Gimenez